# The Magic Garden (film 1927)
The Magic Garden è un film muto del 1927 diretto da James Leo Meehan. La sceneggiatura si basa sul romanzo The Magic Garden di Gene Stratton Porter pubblicato a New York nel 1927.
È il debutto cinematografico dello scenografo Carroll Clark.

## Trama
Amaryllis Minton, dopo il divorzio dei genitori, si reca dal fratello e così conosce John, uno studente di violino di cui si innamora. Dopo che lui la salva da un tentativo di suicidio, i due ragazzi si promettono amore eterno nel loro "giardino magico". John, però, deve presto lasciare Amaryllis per partire insieme al padre alla volta dell'Italia dove dovrà continuare i suoi studi musicali. Dieci anni dopo, a Venezia, Amaryllis assiste al primo concerto di John. Quando i due giovani si rivedono, lui rassicura la ragazza confermandole il proprio amore, anche se, nel frattempo, ha avuto una relazione con la contessa Varesi.
Ritornati in patria, il padre di Amaryllis affitta la casa dei Forrester, la famiglia di John, dove lei attende la venuta dell'innamorato. Suo fratello Peter invita John sul suo yacht, ma l'imbarcazione naufraga. Disperata, la ragazza piange la perdita del suo amore tra le braccia del padre di John. Ma di notte, John - sotto i raggi della luna - torna da lei suonando con il suo violino "Amaryllis".

## Produzione
Il film fu prodotto dalla Gene Stratton Porter Productions.

## Distribuzione
Il copyright del film, richiesto dalla Gene Stratton Porter Productions, Inc., fu registrato il 13 gennaio 1927 con il numero LP23594.
Distribuito dalla Film Booking Offices of America (FBO), il film uscì nelle sale cinematografiche degli Stati Uniti il 30 giugno 1927. In Finlandia, fu distribuito il 6 maggio 1928.
Non si conoscono copie ancora esistenti della pellicola che viene considerata presumibilmente perduta.

## Nome
1. 1 2  AFI
2. 1 2  Library of Congress